# Ministero degli affari generali
Il Ministero degli affari generali (in olandese: Ministerie van Algemen Zaken, AZ) è il ministero del Ministro presidente dei Paesi Bassi. Con circa 400 dipendenti, è di gran lunga il ministero più piccolo.
Sin dal suo insediamento nel 2024, Dick Schoof è ministro presidente e quindi è a capo del ministero degli Affari generali. Il leader ufficiale dal 18 agosto 2014 è il segretario generale Paul Huijts.

## Compiti
I compiti principali sono quelli di sostenere il primo ministro nel coordinare la politica generale del governo, di fare da portavoce per esso, e di coordinare la comunicazione globale.
Il Ministero degli Affari generali comprende il Gabinetto del Ministro presidente, il Servizio d'informazione pubblico (RVD) e il Servizio pubblico e di comunicazione. Il Ministero organizza attività per l'Ufficio del Consiglio scientifico per la politica governativa (WRR) e il Comitato di vigilanza sull'informazione e la sicurezza, ed è responsabile per il Gabinetto del Re.

## Storia
Il ministero fu istituito nel 1937. Fino ad allora, il ministro presidente gestiva un ministero, come gli affari interni. Il nuovo dipartimento ha avuto lo scopo di affidare al ministro presidente la gestione della politica degli affari generali del governo.
Il primo ministro degli affari generali è stato Hendrik Colijn, che ha ottenuto l'incarico con la nomina del governo Colijn IV (1937-1939).
Tra il 1945 e il 1947 il Ministero degli affari generali non è esistito. Il Ministro presidente ha condotto quindi il Ministero della Guerra, un dipartimento fondato a Londra nel 1942. Il ministro presidente Louis Beel abolì quel ministero nel 1946 e divenne ministro dell'Interno. La combinazione risultò troppo pesante e nel 1947 fu ripristinato il Ministero degli Affari generali.

## Sede ministeriale
Il ministero ha due posizioni. Il Servizio di informazioni governative e il Gabinetto del Ministro presidente sono al Binnenhof dal 1977. Il Servizio pubblico e di comunicazione si trova al Buitenhof 34.